# Бачевські
Бачевські (пол. Baczewscy) — рід підприємців у Галичині гебрейського польсько-литовсько-українського походження. До середини XIX століття члени родини мали прізвище Бачелес, яке згодом змінили. Частина зараз живе в Славське 

## Представники

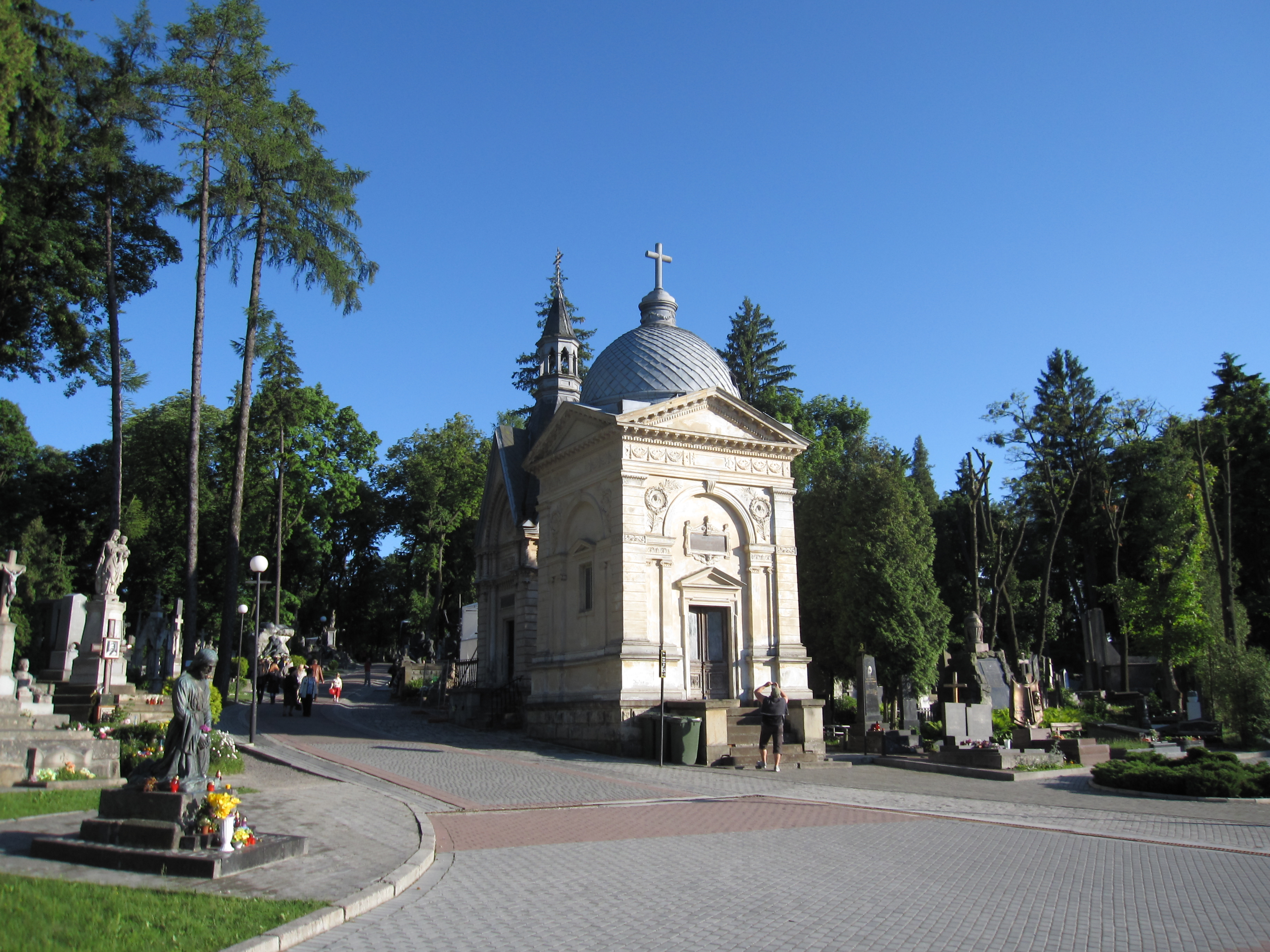
Мавзолей-каплиця Бачевських на полі № 3 Личаківського цвинтаря Львова

- Лейба Бачелес, дружина — Хана
- Леопольд Максиміліян
  -  Юзеф Адам — син попереднього; діти:
    - Леопольд
    - Генрик 
      - Стефан (почесний консул Австрії у Львові[2])

## Історія
Лейб Бачелес був власником гуральні в селі Вибранівка. 1782 року, він переніс своє підприємство до Львова, де на Знесінні, в давньому палаці Целецьких відкрив горілчану фабрику. У 1811 році Лейба помер. Після його смерті, його дружина Хана стала власницею фабрики. Згодом співвласником родинного підприємства став Маєр Бачелес (ймовірно Леопольд Максиміліян) син Хани і Лейби. Близько 1800 року він змінив прізвище на Бачевський.